# Еврібіад
Еврібіад, син Еврікліда (дав.-гр. Εύρυβιάδης) — спартанський полководець, очільник об'єднаного грецького флоту у другій греко-перської війни 480 до н. е.
Отримав керівництво на вимогу афінських союзників (з дорян), які відмовилися коритися полководцю з афінян. Коли союзники переконалися в чисельній перевазі перського флоту, вони стали подумувати про повернення додому. Евбейці, знаючи, що вони першими стануть жертвою персів, даремно благали Еврібіада залишитися. Тоді, як повідомляє Геродот, евбейці підкупили Фемістокла, який, у свою чергу, дав значну суму Еврібіаду. Останній гадав, що ці гроші йдуть з афінської скарбниці, — і грецьке військо залишилося на місці. Перед Саламінською битвою вирішальний голос на користь битви був поданий Фемістоклом, якому змушений був підкоритися і Еврібіад. Після битв при Артемізії і Саламіні спартанці призначили, однак, першу нагороду за хоробрість Еврібіаду, присудивши Фемістоклу оливковий вінок за розсудливість і мистецтво.